# Ballerina
Ballerina — це відкрита мова загального призначення для програмістів, розроблена компанією WSO2 для програмування в хмарну еру.
Проєкт було започатковано у 2015 році архітекторами з WSO2 як кодову альтернативу до інструментів інтеграції на основі конфігурації, таких як EAI, ESB та продукти для керування робочими процесами.
Мова має різні конструкції, орієнтовані на хмарну розробку, включаючи підтримку різних форматів даних і протоколів, надійність, розподілені транзакції, API та потоки подій.

## Історія
Ballerina була вперше офіційно анонсована у 2017 році, а версія 1.0 була випущена 10 вересня 2019 року.

## Дизайн
Ballerina — це мова загального призначення зі знайомим синтаксисом та прямим графічним представленням коду у вигляді діаграм послідовностей. Вона має фундаментальні абстракції, розроблені для полегшення програмування завдань інтеграції. Ballerina була розроблена компанією WSO2 для підвищення продуктивності розробників додатків, які працюють з розподіленими обчисленнями. Вона проста у написанні та модифікації, і підходить для програмістів прикладних програм.
Дизайнери, які понад 10 років розробляли продукти для інтеграції підприємств, використали свої знання індустрії при створенні мови, зазначає директор WSO2 і засновник Ballerina Джеймс Кларк.

## Приклади

### Привіт, світ
Звичайна програма «Привіт, світ»:
```
import
 
ballerina
/
io
;

public
 
function
 
main
()
 
{

    
io
:
println
(
"Hello World!"
);

}

```

Щоб виконати цю програму, розмістіть вихідний код у файлі з розширенням .bal і надайте шлях до файлу команді bal run.
```
$ 
ballerina
 
run
 
hello_world.bal

Hello World!

```

Версія програми «Привіт, світ» для сервісу:
```
import ballerina/http;

service /greet on new http:Listener(9090) {
    resource function get . () returns string {
        return "Hello World!";
    }
}

```

Сервіси виконуються аналогічним чином, за винятком того, що вони не завершуються, як звичайні програми. Після запуску сервісу можна використовувати HTTP-клієнт для його виклику. Наприклад, наведений вище сервіс можна викликати за допомогою наступної команди cURL:
```
$ 
curl
 
http://localhost:9090/greet
 

Hello World!

```

### REST API
```
import
 
ballerina
/
http
;

service
 
on
 
new
 
http
:
Listener
(
9090
)
 
{

    
resource
 
function
 
post
 
factorial
(
@http
:
Payload
 
string
 
payload
)
 
returns
 
http
:
Ok
|
http
:
BadRequest
 
{

        
int
|
error
 
num
 
=
 
int
:
fromString
(
payload
);

        
if
 
num
 
is
 
error
 
{

            
return
 
<
http
:
BadRequest
>{
body
:
 
"Недійсне ціле число: "
 
+
 
payload
};

        
}

        
if
 
num
 
<
 
0
 
{

            
return
 
<
http
:
BadRequest
>{
body
:
 
"Ціле число повинно бути >= 0"
};

        
}

        
int
 
result
 
=
 
1
;

        
foreach
 
int
 
i
 
in
 
2
 
...
 
num
 
{

            
result
 
*=
 
i
;

        
}

        
return
 
<
http
:
Ok
>{
body
:
 
result
};

    
}

}

```

```
$ 
curl
 
http://localhost:9090/factorial
 
-d
 
5

120

```

### GraphQL API
```
import
 
ballerina
/
graphql
;

service
 
/
stocks
 
on
 
new
 
graphql
:
Listener
(
4000
)
 
{

    
resource
 
function
 
get
 
quote
()
 
returns
 
StockQuote
 
{

        
return
 
{

            
ticker
:
 
"EXPO"
,

            
price
:
 
287.5
,

            
open
:
 
285
,

            
prevClose
:
 
285.5
,

            
low
:
 
276.25
,

            
high
:
 
297

        
};

    
}

}

type
 
StockQuote
 
record
 
{
|

    
string
 
ticker
;

    
float
 
price
;

    
float
 
open
;

    
float
 
prevClose
;

    
float
 
low
;

    
float
 
high
;

|
};

```

```
$ 
curl
 
-H
 
"Content-type: application/json"
 
-d
 
'{"query": "{ quote { ticker, price } }" }'
 
'http://localhost:4000/stocks'
 

{"data":{"quote":{"ticker":"EXPO", "price":287.5}}}

```

### Діаграма послідовностей
Згенерована діаграма послідовності є канонічним поданням вихідного коду. Обидва подання можна використовувати взаємозамінно. Підтримка діаграм забезпечується через плагін Ballerina для VS Code. Ось кілька прикладів таких згенерованих діаграм послідовностей, порівняних з відповідним кодом.
Приклад програми для отримання та обробки даних COVID-19:
Приклад програми для створення звіту з даних про запити на злиття, отриманих з GitHub:

### Підтримка JSON
Мова надає підтримку для роботи зі значеннями JSON. Вбудований тип `json` визначено як наступне об'єднання: ()|boolean|int|float|decimal|string|json[]|map<json>
```
import
 
ballerina
/
io
;

public
 
function
 
main
()
 
returns
 
error
 
{

    
// Синтаксис для значень об'єкта `json` дуже схожий на синтаксис JSON

    
json
 
person
 
=
 
{
name
:
 
"John Doe"
,
 
age
:
 
25
};

    
// Серіалізовані значення `json` відповідають специфікації JSON

    
io
:
println
(
person
);

    
// Поля значення `json` можна отримати наступним чином

    
string
 
name
 
=
 
check
 
person
.
name
;

    
int
 
age
 
=
 
check
 
person
.
age
;

}

```

### Код у хмару
Docker і Kubernetes артефакти, необхідні для розгортання коду у хмарі, можуть бути згенеровані під час збірки коду. Значення, необхідні для цих артефактів, отримуються з коду. Крім того, можна перевизначити ці значення, використовуючи файл Cloud.toml. Щоб увімкнути генерацію хмарних артефактів, користувачі можуть використовувати параметр cloud у файлі Ballerina.toml. Використовуйте docker для генерації лише Docker-образу та Dockerfile, і використовуйте k8s для генерації артефактів Kubernetes також. Мінімальний приклад конфігураційних файлів TOML виглядатиме приблизно так: Файл Ballerina.toml:
```
[package]

distribution
 
=
 
"2201.0.0"

[build-options]

cloud
=
"k8s"

```

Файл Cloud.toml:
```
[container.image]

repository
=
"bal_user"

name
=
"greet"

tag
=
"v0.1.0"

```

### Робітники
```
import
 
ballerina
/
http
;

import
 
ballerina
/
lang
.
'
int
;

import
 
ballerina
/
io
;

// Робітники взаємодіють один з одним, надсилаючи та отримуючи повідомлення.

// Ballerina перевіряє кожну взаємодію між робітниками (надсилання та отримання)

// щоб уникнути взаємних блокувань.

public
 
function
 
main
()
 
{

    
@strand
 
{
thread
:
 
"any"
}

    
worker
 
w1
 
{

        
int
 
w1val
 
=
 
checkpanic
 
calculate
(
"2*3"
);

        
// Асинхронно надсилає повідомлення робітнику `w2`.

        
w1val
 
->
 
w2
;

        
// Отримує повідомлення від робітника `w2`.

        
int
 
w2val
 
=
 
<-
 
w2
;

        
io
:
println
(
"[w1] Повідомлення від w2: "
,
 
w2val
);

        
// Синхронно надсилає повідомлення робітнику `w3`. Робітник `w1` буде чекати

        
// поки робітник `w3` отримає повідомлення.

        
w1val
 
->>
 
w3
;

        
w2val
 
->
 
w3
;

        
// Скидає всі повідомлення, надіслані асинхронно до робітника `w3`. Робітник

        
// зупиниться на цьому етапі, поки всі повідомлення не будуть надіслані або

        
// поки робітник `w3` не вийде з ладу.

        
checkpanic
 
flush
 
w3
;

    
}

    
// Робітник може мати явний тип повернення, або, якщо тип повернення не зазначений,

    
// він еквівалентний поверненню ().

    
@strand
 
{
thread
:
 
"any"
}

    
worker
 
w2
 
{

        
int
 
w2val
 
=
 
checkpanic
 
calculate
(
"17*5"
);

        
// Отримує повідомлення від робітника `w1`.

        
int
 
w1val
 
=
 
<-
 
w1
;

        
io
:
println
(
"[w2] Повідомлення від w1: "
,
 
w1val
);

        
// Асинхронно надсилає повідомлення робітнику `w1`.

        
w1val
 
+
 
w2val
 
->
 
w1
;

    
}

    
worker
 
w3
 
{

        
int
|
error
 
w1val
 
=
 
<-
 
w1
;

        
int
|
error
 
w2val
 
=
 
<-
 
w1
;

        
io
:
println
(
"[w3] Повідомлення від w1: "
,
 
w1val
,
 
", "
,
 
w2val
);

    
}

    
// Чекає на завершення роботи робітника `w1`.

    
wait
 
w1
;

}

function
 
calculate
(
string
 
expr
)
 
returns
 
int
|
error
 
{

    
http
:
Client
 
httpClient
 
=
 
check
 
new
 
(
"https://api.mathjs.org"
);

    
string
 
response
 
=
 
check
 
httpClient
->
get
(
string
 
`/v4/?expr=${expr}`
);

    
return
 
check
 
'
int
:
fromString
(
response
);

}

```

## Додаткове читання
- Fernando, Anjana, Warusawithana, Lakmal (2020) Початок програмування на Ballerina, Apress (частина Springer Nature)